# Edward Madejski

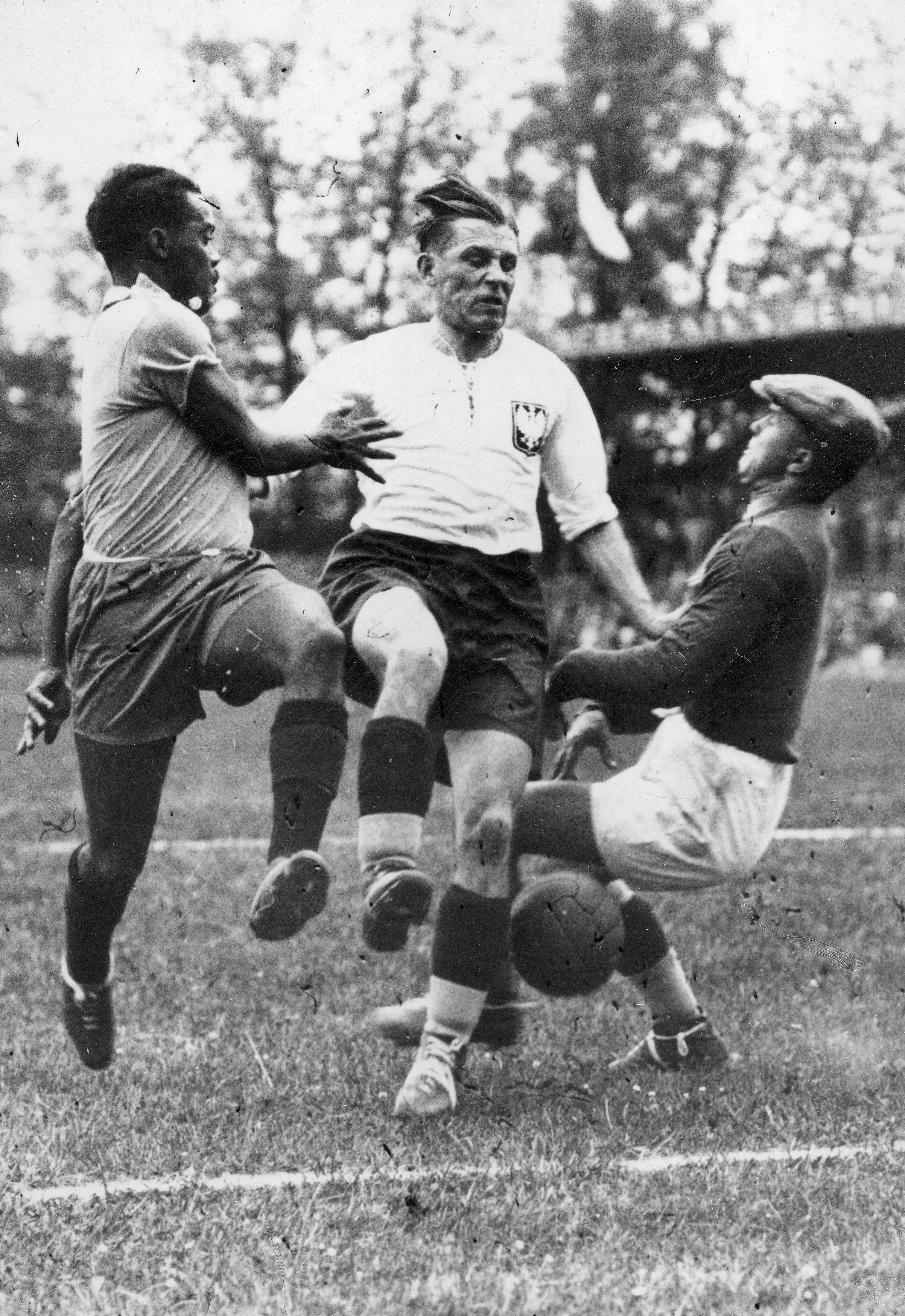
Od lewej Leônidas, Władysław Szczepaniak i Madejski podczas meczu Brazylia – Polska na mistrzostwach świata w 1938

Edward Dominik Jerzy Madejski (ur. 11 sierpnia 1914 w Krakowie, zm. 15 lutego 1996 w Bytomiu) – polski piłkarz, bramkarz.

## Młodość
Wychowywał się w Krakowie. Jako gimnazjalista grywał w mistrzostwach Polski w piłce ręcznej w barwach Cracovii, choć formalnie niepełnoletni nie mogli uczestniczyć w tych rozgrywkach. Następnie studiował chemię na Uniwersytecie Jagiellońskim

## Kariera klubowa
Edward Madejski był wychowankiem Juvenii Kraków, będącej jedną z drużyn piłkarskich działających przy Związku Męskiej Młodzieży Przemysłowej i Rękodzielniczej, w ramach Towarzystwa Sportowego im. Henryka Jordana. Dobrze zapowiadający się junior szybko dostrzeżony został przez działaczy silniejszych klubów. W latach 1933–1937 zagrał w 64 meczach ligowych w barwach Wisły Kraków. Zadebiutował w wieku niespełna 19 lat, 2 lipca 1933 w meczu derbowym z Podgórzem (10:1). Bramki Wisły strzegł przez pięć kolejnych sezonów, ostatni mecz rozegrał 14 listopada 1937 przeciwko AKS Chorzów (5:2).
W 1938 roku miał zostać zawodnikiem Dębu Katowice, jednak w ostatniej chwili zrezygnował z przenosin na Śląsk mimo porozumienia klubów. W niedokończonym sezonie 1939 reprezentował Garbarnię – między 14 maja i 25 czerwca 1939 pięciokrotnie bronił bramki krakowskiego beniaminka. Po przegranym 0:5 meczu z Wartą Poznań stracił miejsce w bramce Garbarni i letnie miesiące spędził jako zawodnik Zaolzia Trzyniec.

## Reprezentacja
W reprezentacji Polski zadebiutował 6 września 1936 w meczu z Jugosławią. W kręgu zainteresowań kapitana związkowego Józefa Kałuży znajdował się już jednak wcześniej, w sierpniu 1936 był rezerwowym dla Spirydiona Albańskiego podczas igrzysk olimpijskich w Berlinie. Bronił m.in. w najsłynniejszym meczu Polaków tego okresu – z Brazylią na MŚ 1938, przegranym przez polską drużynę po dogrywce 5:6. Podczas francuskich finałów nie należał formalnie do żadnego z klubów – z Wisłą rozstał się w burzliwy sposób, a nie mógł jeszcze występować w Garbarni. Ostatni mecz w kadrze rozegrał 13 listopada 1938 przeciwko Irlandii. Łącznie reprezentacyjną bluzę bramkarską przywdziewał 11 razy.

| Lp. | Data                 | Miasto    | Przeciwnik | Wynik               | Czas gry                                                              | Uwagi                         |
| --- | -------------------- | --------- | ---------- | ------------------- | --------------------------------------------------------------------- | ----------------------------- |
| 1.  | 6 września 1936      | Belgrad   | Jugosławia | 3:9 (0:5)           | 45 minut zmieniony przez Stanisława Andrzejewskiego                   | Mecz o puchar króla Piotra II |
| 2.  | 23 czerwca 1937      | Warszawa  | Szwecja    | 3:1 (2:0)           | 90 minut                                                              | Mecz towarzyski               |
| 3.  | 4 lipca 1937         | Łódź      | Rumunia    | 2:4 (2:3)           | 90 minut                                                              | Mecz towarzyski               |
| 4.  | 13 marca 1938        | Zurych    | Szwajcaria | 3:3 (1:1)           | 90 minut                                                              | Mecz towarzyski               |
| 5.  | 3 kwietnia 1938      | Belgrad   | Jugosławia | 0:1 (0:0)           | 90 minut                                                              | Eliminacje Mistrzostw Świata  |
| 6.  | 22 maja 1938         | Warszawa  | Irlandia   | 6:0 (3:0)           | 90 minut                                                              | Mecz towarzyski               |
| 7.  | 5 czerwca 1938       | Strasburg | Brazylia   | 5:6 (1:3, 4:4, 4:5) | 120 minut                                                             | 1/8 finału Mistrzostw Świata  |
| 8.  | 18 września 1938     | Chemnitz  | III Rzesza | 1:4 (0:1)           | 90 minut                                                              | Mecz towarzyski               |
| 9.  | 25 września 1938     | Warszawa  | Jugosławia | 4:4 (2:1)           | 90 minut                                                              | Mecz o puchar króla Piotra II |
| 10. | 23 października 1938 | Warszawa  | Norwegia   | 2:2 (0:2)           | 90 minut                                                              | Mecz towarzyski               |
| 11. | 13 listopada 1938    | Dublin    | Irlandia   | 2:3 (1:2)           | 57 minut w 14' zmieniony przez Romana Mrugałę, w 47' wrócił na boisko | Mecz towarzyski               |

## Powojenne losy
W czasie II wojny światowej brał udział w konspiracyjnych rozgrywkach piłkarskich jako zawodnik AKS Kraków, ale też m.in. drukował ulotki niepodległościowe. Aresztowany przez Gestapo podczas próby przemytu kosztowności do Lwowa. Kilka miesięcy spędził w celi śmierci, w więzieniu zachorował na tyfus. Pod koniec wojny ukrywał się w górach.
Po wyjściu na wolność kontynuował karierę piłkarską, wyjechał do Bytomia. Pracował tam w Państwowym Urzędzie Repatriacyjnym. Wstąpił w szeregi założonej przez przesiedleńców ze Lwowa Polonii. Okazała się być ona trzecim i ostatnim klubem, w którym Edward Madejski występował w ramach pierwszoligowych rozgrywek. Do 1947 roku był pierwszym bramkarzem. Później bytomskich barw bronił już tylko trzykrotnie, dwa razy w sezonie 1948 i raz w sezonie 1949 – 2 maja 1948 w meczu przeciwko Polonii Warszawa (1:1), a następnie 9 maja 1948 grając przeciwko swojemu dawnemu zespołowi – Garbarni (4:1). Po tych dwóch spotkaniach oddał miejsce w bramce młodszemu o 15 lat Mieczysławowi Wieczorkowskiemu, czasem zastępowanemu przez Kazimierza Koczapskiego (rocznik 1919). Pożegnalny mecz Madejskiego miał miejsce 29 maja 1949, na boisku AKS Chorzów, w ramach 9. kolejki I ligi. Mający wówczas 34 lata i 291 dni bramkarz rozegrał pierwszą połowę spotkania, po czym został zmieniony przez Koczapskiego. Mecz zakończył się wynikiem 3:2 dla chorzowian, ale po 45 minutach rezultat brzmiał 2:1 dla drużyny z Bytomia. Co ciekawe, szkoleniowcem Polonii był wówczas kolega Madejskiego z reprezentacji, Michał Matyas. Rok wcześniej obaj przedwojenni kadrowicze wystąpili zresztą w meczu przeciwko Garbarni.
W 1954 otrzymał dyplom inżyniera na Akademii Górniczo-Hutniczej. Pracował jako kierownik działu gospodarki materiałowej w Nowej Hucie.
W 1956 aresztowano go i fałszywie oskarżono o działalność dywersyjną oraz szpiegostwo na rzecz rządu RP na uchodźstwie na podstawie zeznań bezpośredniego przełożonego. W więzieniu przesiedział trzy lata; wyszedł 24 kwietnia 1959 r. W tym czasie rozpadło się jego małżeństwo. W latach 70. jeszcze trzykrotnie zamykano go w więzieniu pod fałszywymi zarzutami. Ostatecznie został zrehabilitowany.
Zmarł 15 lutego 1996 r. w Bytomiu, gdzie nieprzerwanie mieszkał. Pochowany na cmentarzu Rakowickim w Krakowie.

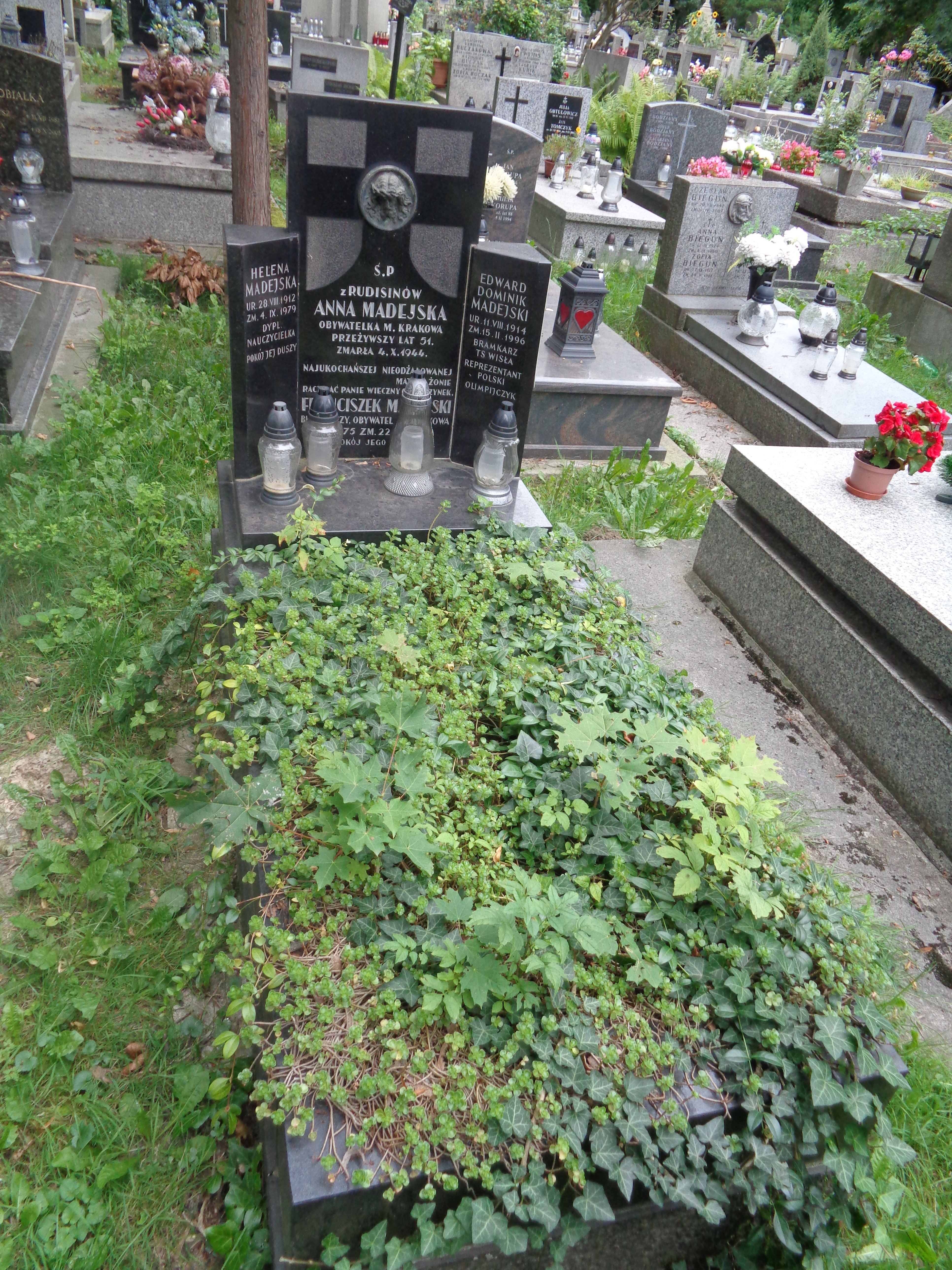
Grób Edwarda Madejskiego na cmentarzu Rakowickim

### Sukcesy
- Wicemistrzostwo Polski: 1936
- III miejsce Mistrzostw Polski: 1933, 1934
- 11-krotny reprezentant Polski (1936/38) – awans i udział w Mistrzostwach Świata 1938 (1/8 finału), rezerwowy podczas turnieju olimpijskiego 1936.